# David, Panama
David (oficial San José de David)  este un oraș situat în  partea de vest a statului Panama, într-o depresiune de la poalele munților Cordillera de Talamanca, pe râul David, la o distanță de 30 km de frontiera costaricană. Este reședința provinciei Chiriquí. La recensământul din 2010 avea o populație de 81.957 locuitori. Orașul este un punct pe Autostrada Panamericană. Aeroportul internațional Enrique Malek leagă localitatea de diferite puncte ale Globului. Centru industrial, comercial (produse agricole) și financiar (numeroase bănci își au sediul în David).

## Istoric
David a fost fondat de către Francisco de Gama în anul 1602, în timpul mandatului guvernatorului Juan López de Siqueira. Nucleul incipiennt al localității este situat în apropierea actualului parc Bolivar.Zona centrală a orașului a fost martoră în martie 1900 la primele bătălii a Războiului de 100 de zile, desfășurat între liberalii și conservatorii columbieni (pe atunci Panama era o provincie a Columbiei).